# Semi Ojeleye
Jesusemilore Talodabijesu "Semi" Ojeleye, né le 5 décembre 1994 à Overland Park dans le Kansas, est un joueur américain de basket-ball évoluant aux postes d'ailier et d'ailier fort.

## Biographie
Les parents d’Ojeleye originaires du Nigeria, ont migré à Ottawa, au Kansas. Il joue pendant 2 ans avec les Blue Devils de Duke mais est mécontent de son temps de jeu, il est donc transféré vers les Mustangs de SMU. Ojeleye obtient en moyenne 18,9 points et 6,8 rebonds par match et est nommé AAC Player of the Year.
Il se présente ensuite à la draft 2017 de la NBA où il est sélectionné en 37e position par les Celtics de Boston. Il fait ses débuts professionnels le 17 octobre 2017, dans une défaite contre les Cavaliers de Cleveland. Pendant la saison régulière, il obtient en moyenne 2,7 points par match, mais il est utilisé pour sa présence défensive par l'entraîneur de l'équipe. Il commence même dans le match 5 des playoffs contre les Bucks de Milwaukee et tient Giánnis Antetokoúnmpo à 16 points.
En août 2021, il signe une saison en faveur des Bucks de Milwaukee.
En février 2022, il est transféré aux Clippers de Los Angeles dans un échange à quatre équipes,. Il est coupé fin mars 2022.

## Statistiques

### Universitaires
Les statistiques de Semi Ojeleye en matchs universitaires sont les suivantes :
| Saison    | Équipe   | Matchs | Titul. | Min./m | % Tir | % 3pts | % LF | Rbds/m. | Pass/m. | Int/m. | Ctr/m. | Pts/m. |
| --------- | -------- | ------ | ------ | ------ | ----- | ------ | ---- | ------- | ------- | ------ | ------ | ------ |
| 2013-2014 | Duke     | 17     | 0      | 4,7    | 50    | 57,1   | 90,9 | 0,90    | 0,10    | 0,20   | 0,20   | 1,60   |
| 2014-2015 | Duke     | 6      | 0      | 10,5   | 27,8  | 25     | 57,1 | 2,30    | 0,20    | 0,50   | 0,00   | 3,00   |
| 2016-2017 | SMU      | 35     | 35     | 34,1   | 48,7  | 42,4   | 78,5 | 6,90    | 1,50    | 1,40   | 1,80   | 19,00  |
| Carrière  | Carrière | 58     | 35     | 23,1   | 47,9  | 41,5   | 78,5 | 4,60    | 1,00    | 0,40   | 0,30   | 12,30  |

### NBA
Les statistiques de Semi Ojeleye en NBA sont les suivantes :

#### Saison régulière
| Saison    | Équipe   | Matchs | Titul. | Min./m | % Tir | % 3pts | % LF | Rbds/m. | Pass/m. | Int/m. | Ctr/m. | Pts/m. |
| --------- | -------- | ------ | ------ | ------ | ----- | ------ | ---- | ------- | ------- | ------ | ------ | ------ |
| 2017-2018 | Boston   | 73     | 0      | 15,8   | 34,6  | 32,0   | 61,0 | 2,20    | 0,30    | 0,30   | 0,10   | 2,70   |
| 2018-2019 | Boston   | 56     | 3      | 10,6   | 42,4  | 31,5   | 61,5 | 1,50    | 0,40    | 0,20   | 0,10   | 3,30   |
| 2019-2020 | Boston   | 69     | 6      | 14,7   | 40,8  | 37,8   | 87,5 | 2,10    | 0,50    | 0,30   | 0,10   | 3,40   |
| 2020-2021 | Boston   | 56     | 15     | 17,0   | 40,3  | 36,7   | 75,0 | 2,60    | 0,70    | 0,30   | 0,00   | 4,60   |
| Carrière  | Carrière | 254    | 24     | 14,6   | 39,4  | 34,9   | 70,1 | 2,10    | 0,50    | 0,30   | 0,10   | 3,50   |

#### Playoffs
| Saison   | Équipe   | Matchs | Titul. | Min./m | % Tir | % 3pts | % LF  | Rbds/m. | Pass/m. | Int/m. | Ctr/m. | Pts/m. |
| -------- | -------- | ------ | ------ | ------ | ----- | ------ | ----- | ------- | ------- | ------ | ------ | ------ |
| 2018     | Boston   | 17     | 3      | 13,5   | 30,3  | 27,3   | 85,7  | 1,60    | 0,10    | 0,20   | 0,00   | 1,90   |
| 2019     | Boston   | 6      | 0      | 5,7    | 44,4  | 60,0   | 100,0 | 0,30    | 0,30    | 0,00   | 0,00   | 2,20   |
| 2020     | Boston   | 13     | 0      | 9,4    | 35,0  | 21,7   | 100,0 | 0,90    | 0,10    | 0,20   | 0,00   | 1,60   |
| 2021     | Boston   | 2      | 0      | 6,0    | 0,0   | 0,0    | 50,0  | 0,00    | 0,00    | 0,50   | 0,50   | 0,50   |
| Carrière | Carrière | 38     | 3      | 10,5   | 28,4  | 26,4   | 84,6  | 1,10    | 0,10    | 0,20   | 0,10   | 1,80   |

## Records sur une rencontre en NBA
Les records personnels de Semi Ojeleye en NBA sont les suivants, :
| Type de statistique        | Saison régulière | Saison régulière        | Saison régulière | Playoffs | Playoffs           | Playoffs         |
| Type de statistique        | Record           | Adversaire              | Date             | Record   | Adversaire         | Date             |
| -------------------------- | ---------------- | ----------------------- | ---------------- | -------- | ------------------ | ---------------- |
| Points                     | 24               | Raptors de Toronto      | 11 février 2021  | 7        | Raptors de Toronto | 5 septembre 2020 |
| Paniers marqués            | 8                | 2 fois                  | 2 fois           | 2        | 3 fois             | 3 fois           |
| Paniers tentés             | 17               | @ Wizards de Washington | 9 avril 2019     | 5        | 2 fois             | 2 fois           |
| Paniers à 3 points réussis | 6                | Raptors de Toronto      | 11 février 2021  | 2        | Bucks de Milwaukee | 3 mai 2019       |
| Paniers à 3 points tentés  | 8                | 2 fois                  | 2 fois           | 3        | 10 fois            | 10 fois          |
| Lancers francs réussis     | 6                | 76ers de Philadelphie   | 1er février 2020 | 2        | 4 fois             | 4 fois           |
| Lancers francs tentés      | 6                | 3 fois                  | 3 fois           | 2        | 5 fois             | 5 fois           |
| Rebonds offensifs          | 3                | 4 fois                  | 4 fois           | 1        | 7 fois             | 7 fois           |
| Rebonds défensifs          | 7                | @ Raptors de Toronto    | 4 janvier 2021   | 6        | Bucks de Milwaukee | 24 avril 2018    |
| Rebonds totaux             | 8                | 2 fois                  | 2 fois           | 7        | Bucks de Milwaukee | 24 avril 2018    |
| Passes décisives           | 3                | 2 fois                  | 2 fois           | 1        | 5 fois             | 5 fois           |
| Interceptions              | 4                | Cavaliers de Cleveland  | 9 décembre 2019  | 1        | 6 fois             | 6 fois           |
| Contres                    | 1                | 13 fois                 | 13 fois          | -        | -                  | -                |
| Balles perdues             | 4                | @ Hawks d'Atlanta       | 23 novembre 2018 | 1        | 4 fois             | 4 fois           |
| Minutes jouées             | 38               | @ Wizards de Washington | 9 avril 2019     | 31       | Bucks de Milwaukee | 24 avril 2018    |

- Double-double : 0
- Triple-double : 0

Dernière mise à jour : 21 février 2021

## Salaires
Les gains de Semi Ojeleye en NBA sont les suivants :
| Saison      | Équipe            | Salaire     |
| ----------- | ----------------- | ----------- |
| 2017-2018   | Celtics de Boston | 1 291 892 $ |
| 2018-2019   | Celtics de Boston | 1 378 242 $ |
| 2019-2020   | Celtics de Boston | 1 618 520 $ |
| Total Gains | Total Gains       | 4 288 654 $ |
| 2020-2021   | Celtics de Boston | 1 752 950 $ |